# Alois Nový
Alois Nový (* 4. března 1946 Vranov nad Dyjí) je český architekt, urbanista, bývalý prorektor VUT v Brně a děkan Fakulty architektury (1994–1999).
Ve své kariéře se dokonce dvakrát podílel na návrhu studijních programů architektury na Vysokém učení technickém v Brně. Po roce 1989 navrhoval model výuky na Fakultě architektury. V roce 2005 spolupracoval na založení Ústavu architektury na Fakultě stavební. I zde je Nový autorem návrhu studia.
V letech 2014–2023 byl součástí porot architektonických soutěžích v České republice.  V současné době (2024) vykonává funkci vedoucího ateliéru výrobních staveb na Ústavu architektury Fakulty stavební VUT.

## Dílo
- Okresní archiv ve Frýdku-Místku (1996) [4]